# Synadenium
Synadenium é um género botânico pertencente à família Euphorbiaceae.

## Espécies
Formada por 19 espécies:
| - Synadenium angolense - Synadenium arborescens - Synadenium ballyi - Synadenium calycinum - Synadenium cameronii - Synadenium carinatum - Synadenium compactum - Synadenium cupulare - Synadenium cymosum - Synadenium gazense | - Synadenium glabratum - Synadenium glaucescens - Synadenium grantii - Synadenium halipedicola - Synadenium kirkii - Synadenium molle - Synadenium piscatorium - Synadenium umbellatum - Synadenium volkensii |